# Parafroneta subalpina
Parafroneta subalpina är en spindelart som beskrevs av A. David Blest och Vink 2002. Parafroneta subalpina ingår i släktet Parafroneta och familjen täckvävarspindlar. Inga underarter finns listade i Catalogue of Life.